# 비트루비우스

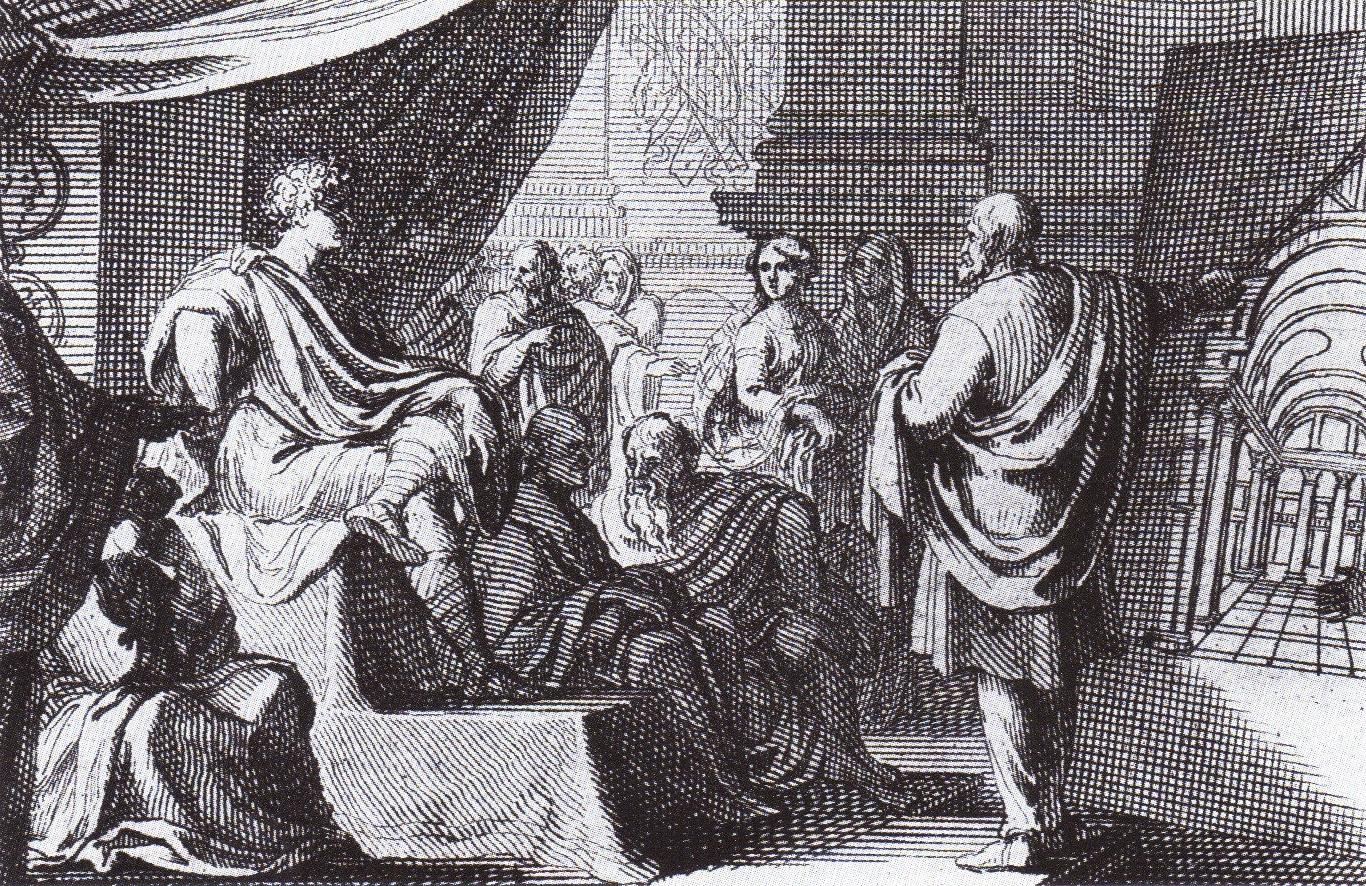
아우구스투스에게 《건축술에 대하여》를 소개하는 비트루비우스. 1684년 그림.

마르쿠스 비트루비우스 폴리오(라틴어: Marcus Vitruvius Pollio 마르쿠스 위트루위우스 폴리오[*],?-?)는 BC 1세기 경에 활약한 고대 로마의 기술자, 건축가이다.
그의 생애에 관하여 알려진 바는 거의 없으며, 심지어 그의 이름이 마르쿠스나 폴리오인지도 확실치 않다. 그의 일생에 관한 모든 것은 오직 그의 저술을 통해 유추해낸 것일 뿐이다. 그는 율리우스 카이사르 로마군단의 건축기사로 스페인과 갈리아 등에서 복무한 것으로 보이며 아마도 군막사, 공성장비, 가도, 다리건설등의 공병일을 담당하였던 것으로 보인다. 후에 아우구스투스가 그에게 재정적 지원을 하였다고 한다. 그는 파눔(Fanum, 현재의 이탈리아 파노)의 한 바실리카를 직접 건축했다고 저서에 썼으나 현재는 전혀 남아있지 않다.
그의 저술로 알려진 《건축술에 대하여》(De Architectura)는 10권으로 구성된 일종의 건축학 논문이며, 로마건축의 집대성이라고 할 만하다. 도시계획과 건축일반론, 건축재료, 신전, 극장·목욕탕 등 공공건물, 개인건물, 운하와 벽화, 시계·측량법·천문학, 토목도구 및 군사용 도구 등 건축기술과 관련된 거의 모든 것을 다루고 있다. 이는 그리스 건축에서 상당한 영향을 받았는데 규칙적인 비례와 대칭구조, 고전적 형식미를 강조했다. 그에게 있어 건축은 새나 벌이 둥지를 짓는 것과 마찬가지로 자연의 모방이었으며, 따라서 건축의 재료는 자연에서 구한 것이고 인간에게 휴식처가 되어야한다고 생각하였다. 또 건축구조는 세 가지 본질을 반드시 갖추어야한다고 하였는데 그것은 견고함(firmitas)과 유용성(utilitas), 또 아름다움(venustas)이다.
그리스 건축양식을 도리스, 이오니아, 코린토스 양식으로 분류한 것도 비트루비우스이다.
그의 죽음에 관해서 알려진 바는 없다. 그는 르네상스 시대에 이르러 재조명되는데, 그의 《건축에 관하여》는 1414년 피렌체에서 재발견되어 르네상스 건축가들에 빠르게 각국 언어로 번역되어 널리 읽혔으며 고대 로마 건축 연구 및 르네상스, 바로크, 신고전주의에 이르기까지 엄청난 영향을 미쳤다.
레오나르도 다 빈치는 그의 영향을 받아 유명한 비트루비우스 해부도를 그렸다.

## 같이 보기
- 아리스토텔레스
- 콜렌 캠벨
- 프론티누스
- 가이우스 플리니우스 세쿤두스